# Зефиров плавац
Зефиров плавац, раније пилаон, (лат. Kretania sephirus), је врста лептира из породице плаваца (лат. Lycaenidae).

## Опис врсте
Крупан и упечатљив плавац чија окца немају нимало плаве боје. На горњој страни задњих крила су видљиве црне тачке.

## Распрострањење и станиште
Код нас је прилично малобројан и среће се на сувим стаништима. Редак лептир који се среће локално само у јужној Европи.

## Биљке хранитељке
Основна биљка хранитељка је Astragalus escapus.